# Кровавая вечеринка
«Кровавая вечеринка» (англ. The Slumber Party Massacre) — американский слэшер 1982 года режиссёра Эми Холден Джонс. Фильм был представлен как первый феминистский фильм ужасов. Премьера  состоялась 12 ноября 1982 года.
Фильм рассказывает о старшеклассниках, которые собирают своих друзей на девичник, не подозревая, что сбежавший маньяк, он орудует дрелью.

## Сюжет
Новая учащаяся Вэл уже успела показать свои спортивные возможности в баскетболе. Соседка Триш хотела пригласить Вэл на устраиваемый ночью девичник, однако многие её невзлюбили и были против. Как часто бывает на девичьих вечеринках, к ним пришли парни. А в это самое время из психиатрической лечебницы сбежал буйный пациент с навязчивой идеей убийства, он-то и попадает на ночную вечеринку и начинает убивать девушек и парней найденной им дрелью. Пока в доме происходят убийства, из соседнего дома наблюдают Вэл и её младшая сестра Кортни, жалея о том, что не смогли попасть на девичник.

## В ролях
- Мишель Майклс — Триш Деверо
- Робин Стилл — Валери «Вэл» Бейтс
- Майкл Виллелла — Расс Торн
- Дебра Делисо — Кимберли «Ким» Кларк
- Эндри Онор — Джеки
- Джина Мари — Диана
- Дженнифер Мейерс — Кортни Бейтс
- Джозеф Алан Джонсон — Нил
- Дэвид Миллберн — Джефф
- Джеймс Рейд Бойс — Джон Минор
- Памела Ройленс — тренер Рэйчел Яна
- Бринк Стивенс — Линда
- Ригг Кеннеди — мистер Дэвид Контант
- Жан Варгас — женщина-телефонный мастер
- Анна Паттон — миссис Аннет Деверо
- Ховард Фюргасон — мистер Деверо
- Памела Ганзано — плотник Пэм
- Аарон Липстадт — доставщик пиццы
- Френсис Менендес — разносчик газет

## Подготовка к съёмкам
Первоначально фильм задумывался как своеобразная пародия на слэшеры, в связи с чем на должность сценариста была приглашена известная писательница-феминистка Рита Мэй Браун. Однако впоследствии было решено снимать серьёзный слэшер без комедийных элементов. Был переделан даже сценарий фильма, но всё-таки в фильме остались некоторые комедийные элементы.